# Leber (Berg)
Der Leber (auch Lolo Leber, Mount Leber, Gunung Leber) ist ein Berg in Osttimor mit einer Höhe von 1413 m. Sein höchster Punkt befindet sich zwischen den Dörfern Leber-Taz und Holbese. Der Berg bildet einen über sechs Kilometer langen Höhenzug, der vom Dorf Mabelis quer durch den Nordosten des Sucos Leber bis zum Ort Odelgomo im Suco Ai-Assa. Dabei bildet der Berg einen Teil der Grenze zwischen den Aldeias Holsa Taz und Holbese.